# Empodium flexile
Empodium flexile är en enhjärtbladig växtart som först beskrevs av Gert Cornelius Nel, och fick sitt nu gällande namn av M.F.Thomps. och Deirdré Anne Snijman. Empodium flexile ingår i släktet Empodium och familjen Hypoxidaceae. Inga underarter finns listade i Catalogue of Life.